# M.O
M.O — британская группа, образованная в 2012 году. Состоит из троих девушек: Энни Эшкрофт, Надин Самьюэльс и Шанел Бенджилали. Ранее вместо Шанел Бенджилали третьей участницей группы была Френки Коннолли, которая покинула коллектив в июне 2017 года.

## История
Первый состав коллектива состоял из бывших участниц двух групп. Френки Коннолли ранее состояла в дуэте Mini Viva. Энни Эшкрофт и Надин Самьюэльс были в группе Duchess, которая завершила свое существование в 2012 году.
Проект M.O был образован в конце 2012 года, после того, как девушки встретились на одной из вечеринок. Название появилось благодаря песне Дрейка «The Motto», в которой есть строчка «That’s my M.O add a B to that», (прим. M.O — Modus Operandi). Стиль группы вдохновлен Дженнифер Лопес, All Saints и TLC.
Дебют М.О как группы, состоялся на канале SB.TV в 2012 году, с ремиксом на песню Brandy & Monica «The Boy Is Mine». Выступление получило положительную оценку от музыкальных критиков и слушателей. Вскоре состоялся релиз первого промосингла «Wait Your Turn», а затем песен «Ain’t Got Time» и «Hot».
В апреле 2014 они выпустили свой полноценный сингл «For a Minute», написанный при участии Джесс Глинн. Трек успешно стартовал в британском чарте независимой музыки с шестого места, после чего они отправились в тур с Little Mix, по пути посещая многочисленные фестивали.
В 2015 году состоялся релиз сингла «Preach». В то же время они подписали контракт с лейблом Polydor Records и выпустили промосингл «Love the Most». В 2016 году коллектив выпустил сразу два мини-альбома «Good Friends» и «Who Do You Think Of?», в последний вошел одноименный сингл.
«Who Do You Think Of?» с тех пор вошел в топ-20 чарта Великобритании, став самым успешным релизом коллектива на данный момент. Следующий сингл «Not In Love», записанный при участии рэпера Кента Джонса, был выпущен в декабре 2016 года, достигнув 42 места в чарте Великобритании.
После 18 месяцев перерыва, включая уход Френки Коннолли, группа вернулась со своим новым синглом «Bad Vibe», в записи которого участвовали Lotto Boyzz и Mr Eazi. По состоянию на 22 февраля 2018 года, трек достиг 50 места в британском чарте синглов.В феврале 2021 года группу покинула Надин Самьюэльс по неизвестным причинам.

## Дискография

### EP (мини-альбомы)
| Название             | Подробности                                                                   |
| -------------------- | ----------------------------------------------------------------------------- |
| Good Friends         | - Релиз: 9 февраля 2016 - Лейбл: Operator Records - Формат: цифровой (скачка) |
| Who Do You Think Of? | - Релиз: 2 августа 2016 - Лейбл: Operator Records - Формат: цифровой (скачка) |

## Награды и номинации
| Год  | Церемония   | Категория       | Результат |
| ---- | ----------- | --------------- | --------- |
| 2014 | MOBO Awards | Лучший дебютант | Номинация |
| 2016 | MOBO Awards | Лучшая песня    | Номинация |